# 张炜 (1957年)
张炜（1957年—），男，陕西人，中华人民共和国政治人物，曾任北京理工大学党委书记、西北工业大学党委书记。